# Водосховище

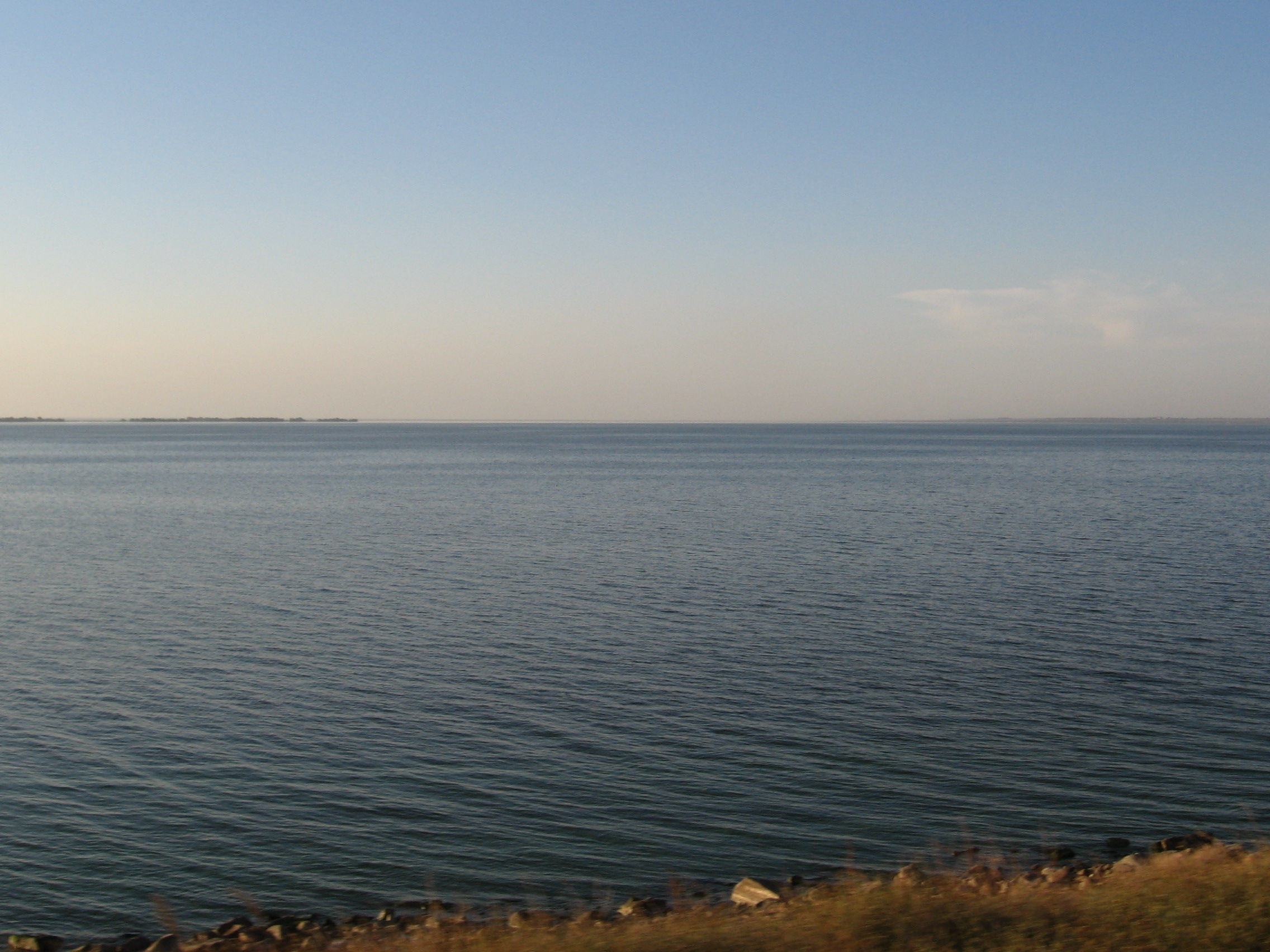
Каховське водосховище.

Водосхо́вище — штучна водойма (озеро), створена за допомогою греблі з метою регулювання стоку, роботи ГЕС чи з іншої господарської потреби.
Всього у світі експлуатують понад 60 тис. водосховищ (з повним об'ємом 6,6 тис. км³, з площею водного дзеркала — понад 400 тис. км²).
В Україні понад 1,1 тис. водосховищ, серед яких найбільшими є п'ять каскадних водосховищ на Дніпрі: Київське, Канівське, Кременчуцьке, Кам'янське, Запорізьке (Дніпровське), а також Дністровське водосховище на Дністрі.

## Загальна характеристика
Водосховища поділяються на 2 типи: озерні й річкові. Для водоймищ озерного типу (наприклад, Рибінського) характерне формування водних мас, істотно відмінних за своїми фізичними властивостями, хімічним складом та мінералізацією від води приток. Течії в цих водосховищах переважно обумовлюються вітрами. Водосховища річкового (руслового) типу (наприклад, Київське) мають витягнуту форму, течії в них зазвичай стокові; водні маси за своїми характеристиками близька до річкових вод.
Основними параметрами водосховища є об'єм (повний та корисний), площа водного дзеркала й амплітуда коливання рівнів води в умовах його експлуатації.

Морфометричні елементи водосховища

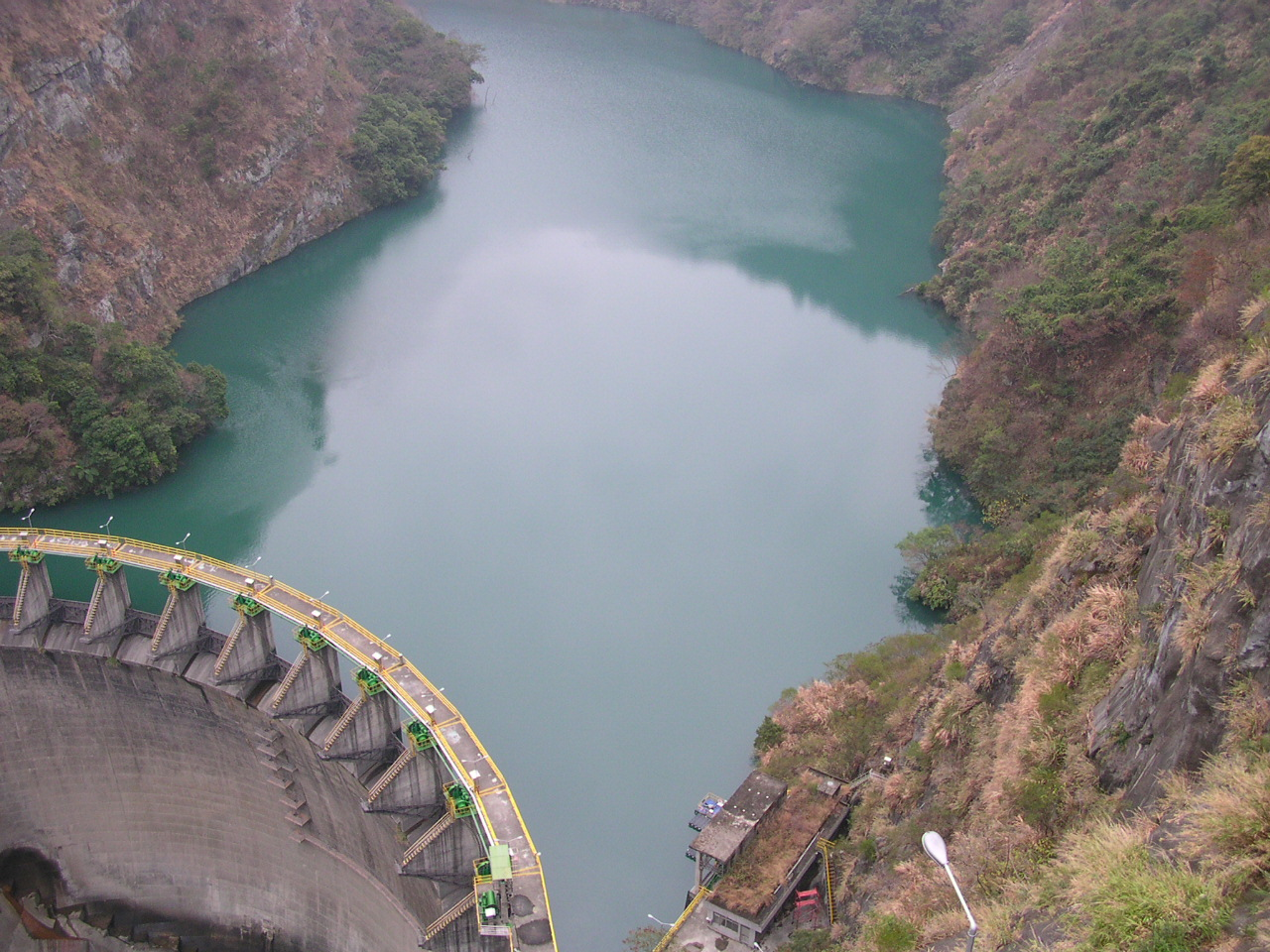
Гребля водосховища Джонґгуа, Тайвань

Створення водосховищ істотно змінює ландшафт річкових долин, а регулювання ними стоку змінює природний гідрологічний та гідрохімічний режими річки в межах підпору. Зміни гідрологічного режиму, викликані створенням водосховищ, відбуваються також і у нижньому б'єфі гідровузлів, іноді протягом десятків кілометрів. Особливе значення має зменшення повені, у результаті чого погіршуються умови нересту риб і виростання трав на заплавних луках. Зменшення швидкості течії викликає випадання наносів і замулення водосховищ; змінюється температурний і льодовий режим, у нижньому б'єфі утворюється ополонка, що не замерзає всю зиму.
На водосховищах висота вітрових хвиль більше, ніж на річках (до 3 м і більше).
Гідробіологічний режим водосховищ істотно відрізняється від режиму річок: біомаса у водосховищі утворюється інтенсивніше, змінюється видовий склад флори й фауни. У літню пору спостерігається цвітіння води у водосховищах, погіршується її якість.

## Класифікація водосховищ за розмірами
Класифікація водосховищ за розмірами включає дві характеристики — повний об'єм (км³) і площу водного дзеркала (км²):
- найбільші — понад 50 км³ та понад 5000 км²;

- дуже великі — 50-10 км³ та 5000-500 км²;

- великі — 10-1,0 км³ та 500—100 км²;

- середні — 1,0-0,1 км³ та 100-20 км²;

- невеликі — 0,1-0,01 км³ та 20-2,0 км²;

- малі — до 0,01 км³ та до 2,0 км².

## Найбільші водосховища

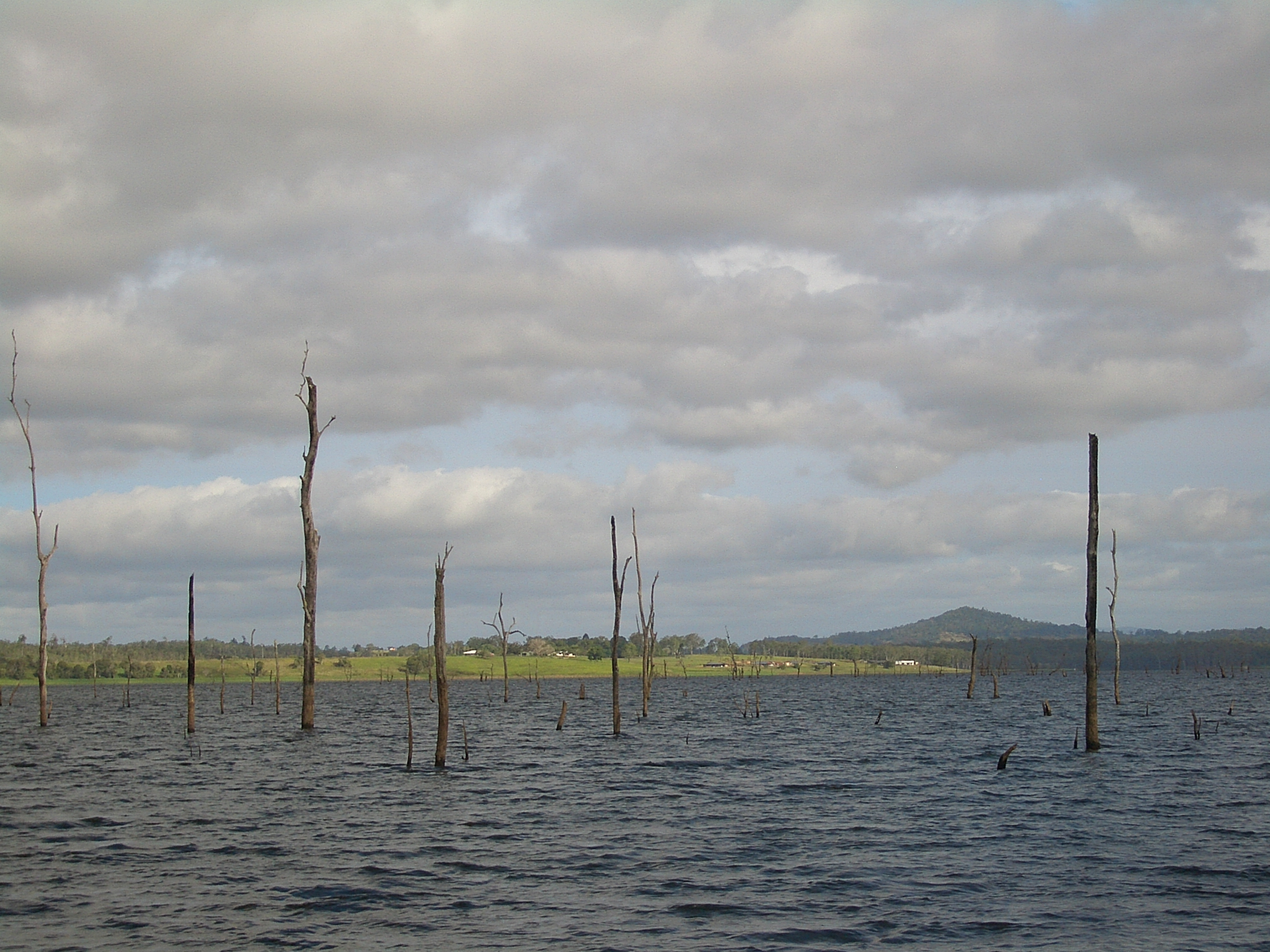
Верхівки дерев лісу, затопленого в 1950-х рр., усе ще видніються над водою Водосховище Тинару (Квінсленд, Австралія)

Найбільшими за площею дзеркала водосховищами світу є:
1. Озеро Вольта (8482 км²; Гана)
2. Смолвуд (6527 км²; Канада)
3. Куйбишевське водосховище (6450 км²; Росія)
4. Озеро Кариба (5580 км²; Зімбабве, Замбія)
5. Бухтарминське водосховище (5490 км²; Казахстан)
6. Братське водосховище (5426 км²; Росія)
7. Озеро Насера (5248 км²; Єгипет, Судан)
8. Рибінське водосховище (4580 км²; Росія)

Найбільшими за повним об'ємом водосховищами світу є:
1. Озеро Кариба (180.3 км³; Зімбабве, Замбія)
2. Братське водосховище (169.3 км³; Росія)
3. Озеро Насера (160.0 км³; Єгипет)
4. Озеро Вольта (148.0 км³; Гана)
5. Даніель Джонсон (141.2 км³; Канада)
6. Гурі (138.0 км³; Венесуела)
7. Тартар (85.0 км³; Ірак)
8. Красноярське водосховище (73.3 км³; Росія)
9. Гордон Хрум (70.1 км³; Канада)

## Водосховища України
Всього в Україні нараховується 1103 водосховища. Вони утримують 55315,8 млн м³ води.

Найбільші водосховища України зосереджені на річці Дніпро, усього — 5 водосховищ. Перелік основних водосховищ:
| Назва        | На якій річці створено | Роки створення | Площа водного дзеркала, км² | Об'єм, км³ |
| Київське     | Дніпро                 | 1964-66        | 922                         | 3,73       |
| Канівське    | Дніпро                 | 1972-78        | 582                         | 2,48       |
| Кременчуцьке | Дніпро                 | 1959-61        | 2250                        | 13,5       |
| Кам'янське   | Дніпро                 | 1964           | 567                         | 2,45       |
| Дніпровське  | Дніпро                 | 1932           | 410                         | 3,3        |
| Дністровське | Дністер                | 1973-81        | 142                         | 3          |
| Печенізьке   | Сіверський Донець      | 1962           | 86,2                        | 0,38       |
| Оскільське   | Оскіл                  | 1958           | 16,98                       |            |
| Ладижинське  | Південний Буг          | 1964           | 20,8                        | 0,15       |

## Негативний вплив на навколишнє середовище
Створення водосховищ, особливо великих, несе низку екологічних загроз:
- Затоплення земель, що супроводжується зміною ареалів тварин і знищенням природних біомів.
- Підтоплення земель — циркуляція підземних вод порушується, а їх рівень підіймається. Внаслідок цього можуть заболочуватися великі території.
- Розкладання органіки у затоплених територіях. При цьому у воді знижується рівень кисню і виділяються парникові гази, такі як метан і сірководень.
- Збільшення ризику масового «цвітіння» води.[4]
- Розмивання берегів.
- Ускладнення міграції риби.

## Перетворення берегів водосховищ
Спорудження невеличкої загати на малій річці, як і будівництво грандіозних гребель на найбільш потужних ріках, викликає аналогічні інженерно-геологічні явища. Води річки, яка підпружена греблею, створюють водосховище тієї чи іншої глибини з певними розмірами водного дзеркала. На ділянці водосховища річковий режим води змінюється на озерний, який на великих водосховищах наближається до морського. Річкова ерозія з розробкою річкової долини припиняється. На зміну їй приходить переробка берегів, що подібна до морської абразії.
Рівень води у штучних водосховищах багаторазово змінюється. При цьому акумулятивна тераса, що утворилася за високого рівня води, буде розмиватися за її низького рівня. Продукти розмиву здебільшого накопичуються у передгребельній частині.
На великих водних поверхнях утворюються вітрові хвилі, які розмивають береги водосховища, збільшуючи його водну поверхню. Це, у свою чергу, обумовлює збільшення розгону та висоти хвиль. Таким чином, процес руйнування берегів водосховища має прогресуючий характер.
Гірські річки мають значні схили і часто несуть крупні частки породи. Водосховища, споруджені на таких річках, зазвичай є невеликими і швидко заносяться твердим стоком.
Рівнинні річки мають похилі схили, а твердий стік часто складається з дрібних пилувато-глинистих часток. Осідання таких часток відбувається надзвичайно повільно, особливо за дуже малих швидкостей руху води. Водосховища на рівнинах мають великі площі, а заповнення їх осадками не має практичного значення. Чим крутішим є берег, тим інтенсивніше відбувається процес його розмиву. За крутизни 5–100 схил швидко стає похилим і процес розмиву закінчується. Круті схили розмиваються повільно. Процес розмиву, попри його високу інтенсивність, продовжується набагато довше. Слід зазначити, що чим міцнішими є породи, які складають берег, тим більшими за розмірами є продукти їх руйнування.